# Allenrolfea
Allenrolfea (лат.) — род растений семейства Амарантовые (Amaranthaceae), естественно встречающийся на территории США, Мексики и Аргентины.

## Название
Родовое латинское название Allenrolfea происходит от имени британского ботаника Роберта Аллена (англ. Robert Allen Rolfe, 1855—1921).

## Ботаническое описание

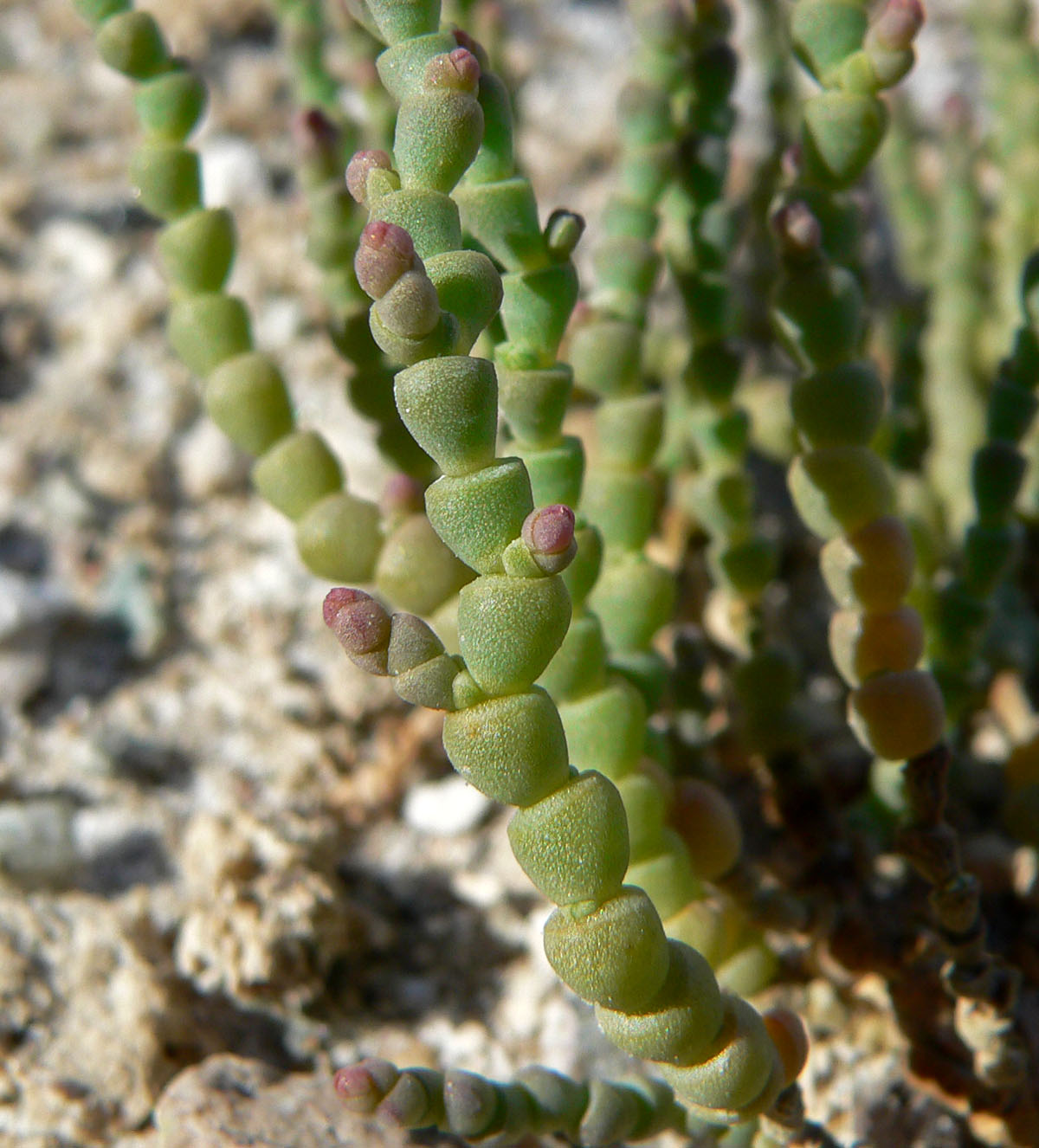
Allenrolfea occidentalis

Представители рода — голые кустарники с прямостоячими или полегающими стеблями, сильно разветвленными, лишенными шипов. Листья расположены поочередно, сидячие; их пластинка широкотреугольной формы, в основании сжата, с цельнокрайними краями и острым верхом.
Соцветия находятся в верхней части растения, цветки располагаются спирально, образуя группы из 3 или 5 в пазухах листопадных, мясистых прицветников. Цветки являются обоеполыми и сидячими; околоцветник состоит из 4-5 лопастей, имеет угловатую форму и дистально усеченный вид, который не изменяется при созревании плодов; тычинок 1-2, выступающие. Плоды — маточные яйцевидные образования, сжатые и снабженные свободным, перепончатым околоплодником. Семена прямостоячие, коричневые или красновато-коричневые, продолговатые, гладкие.

## Таксономия

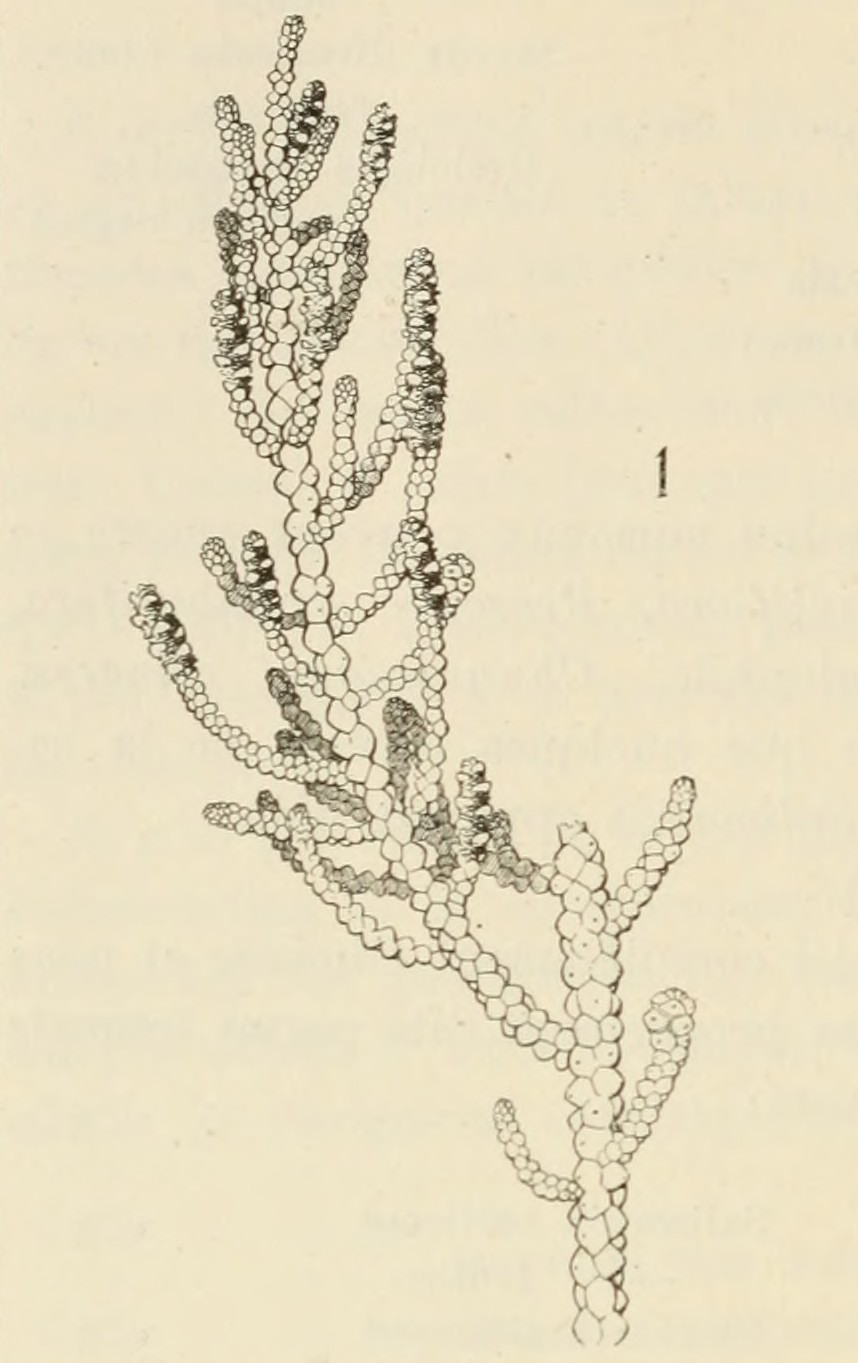
Ботаническая иллюстрация Allenrolfea patagonica

Allenrolfea Kuntze, первое упоминание в Revis. Gen. Pl. 2: 554 (1891).

### Синонимы
Гомотипные (основанные на одном и том же номенклатурном типе):
- Spirostachys S.Watson (1874), nom. illeg.

### Виды
Согласно данным сайта WFO Plantlist на июнь 2023 года, род состоит из 3 видов:
- Allenrolfea occidentalis (S.Watson) Kuntze typus — Алленрольфея западная[4]
- Allenrolfea patagonica (Moq.) Kuntze
- Allenrolfea vaginata (Griseb.) Kuntze